# Føringatíðindi
Føringatíðindi var en färöisk tidning som kom ut från januari 1890 till den 28 februari 1906. Det var den första tidningen som var skriven på färöiska.
Mellan åren 1890 och 1901 var Rasmus Christoffer Effersøe chefredaktör och han efterträddes av Andrias Christian Evensen,  som innehade positionen fram tills att tidningen lades ner.